# Кохима (округ)
Кохи́ма (англ. Kohima) — округ в индийском штате Нагаленд. Административный центр — город Кохима. Площадь округа — 3113 км². По данным всеиндийской переписи 2001 года население округа составляло 310 084 человека. Уровень грамотности взрослого населения составлял 74,5 %, что выше среднеиндийского уровня (59,5 %). Доля городского населения составляла 24,8 %.